# 长田乡 (岳池县)
长田乡，是中华人民共和国四川省广安市岳池县曾经下辖的一个乡。2019年12月，撤销长田乡，将其所属行政区域划归顾县镇管辖。

## 行政区划
长田乡撤销前下辖以下地区：
赵北庙村、烂堰村、庆余村、道庆寺村、将军村、长田村、木鱼井村、黑山村、红坡梁村、顺天寨村和朝天寺村。